# Roger Loysch (Radsportler, 1948)
Roger Loysch (* 5. April 1948 in Helchteren, Provinz Limburg (Belgien)) ist ein ehemaliger belgischer Radrennfahrer und nationaler Meister im Radsport.

## Sportliche Laufbahn
Loysch war als Bahnradsportler und auf der Straße aktiv, er begann 1963 mit dem Radsport. 1970 gewann er die nationale Meisterschaft in der Mannschaftsverfolgung gemeinsam mit Gérard Vandereyt, Jean Lindekens und Georges Claes. Im Frühjahr entschied er eine Etappe der Algerien-Rundfahrt für sich. Er gewann eine Etappe der Belgien-Rundfahrt für Amateure und siegte im Eintagesrennen Coupe Egide Schoeters.
Zum Ende der Saison wurde Loysch Berufsfahrer. Seinen ersten Vertrag als Profi hatte er im Radsportteam Flandria-Mars. Als Profi gewann er 1973 das Rennen Dwars door Vlaanderen 1973. 1975 siegte er im Grand Prix de Denain. Zudem siegte er in einigen Kriterien in Belgien und den Niederlanden.
Er ist mit dem gleichnamigen Radrennfahrer Roger Loysch (* 1951) nicht verwandt.

## Berufliches
Nach seiner aktiven Laufbahn war er als Sportlicher Leiter tätig.